# Melanitis libya
Melanitis libya är en fjärilsart som beskrevs av William Lucas Distant 1882. Melanitis libya ingår i släktet Melanitis och familjen praktfjärilar. Inga underarter finns listade i Catalogue of Life.